# ريتشارد ديفور
ريتشارد ديفور (بالإنجليزية: Richard DeVore)‏ هو فنان أمريكي، ولد في 27 أبريل 1933، وتوفي في 25 يونيو 2006 بسبب سرطان الرئة.